# Боснія і Герцеговина на Паралімпійських іграх
Боснія і Герцеговина, здобувши незалежність від Соціалістичної Федеративної Республіки Югославія в 1992 році, дебютувала на літніх Паралімпійських іграх 1996 року в Атланті, де брали участь лише два спортсмени. Країна брала участь у всіх наступних літніх Паралімпійських іграх. На зимових Паралімпійських іграх дебютувала на Паралімпійських іграх 2010року у Ванкувері, з єдиним представником з гірськолижного спорту.
За свою історію Боснія і Герцеговина виграла п'ять паралімпійських медалей, усі в чоловічому волейболі сидячи: срібло у 2000, 2008 та 2016 роках, а також два золота в 2004 і 2012 роках.

## Медалісти
| Медаль | Медаліст        | Ігри                 | Дисципліна | Змагання |
| ------ | --------------- | -------------------- | ---------- | -------- |
| Золото | Чоловіча збірна | 2004, Афіни          | Волейбол   | сидячи   |
| Золото | Чоловіча збірна | 2012, Лондон         | Волейбол   | сидячи   |
| Срібло | Чоловіча збірна | 2000, Сідней         | Волейбол   | сидячи   |
| Срібло | Чоловіча збірна | 2008, Пекін          | Волейбол   | сидячи   |
| Срібло | Чоловіча збірна | 2016, Ріо-де-Жанейро | Волейбол   | сидячи   |

### Медалі за іграми
| Ігри                 | Золото | Срібло | Бронза | Разом |
| -------------------- | ------ | ------ | ------ | ----- |
| Атланта, 1996        | 0      | 0      | 0      | 0     |
| Сідней, 2000         | 0      | 1      | 0      | 1     |
| Афіни, 2004          | 1      | 0      | 0      | 1     |
| Пекін, 2008          | 0      | 1      | 0      | 1     |
| Лондон, 2012         | 1      | 0      | 0      | 1     |
| Ріо-де-Жанейро, 2016 | 0      | 1      | 0      | 1     |
| Всього               | 2      | 3      | 0      | 5     |

| Ігри          | Золото | Срібло | Бронза | Разом |
| ------------- | ------ | ------ | ------ | ----- |
| Ванкувер 2010 | 0      | 0      | 0      | 0     |
| Сочі 2014     | 0      | 0      | 0      | 0     |
| Всього        | 0      | 0      | 0      | 0     |

### Медалі за спортом
Літні види спорту
| Ігри     | Золото | Срібло | Бронза | Разом |
| -------- | ------ | ------ | ------ | ----- |
| Волейбол | 2      | 3      | 0      | 5     |
| Всього   | 2      | 3      | 0      | 5     |